# Roland Haug

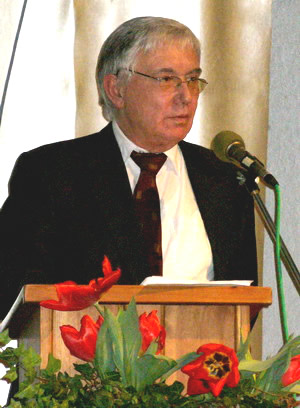
Roland Haug (2005)

Roland Werner Haug (* 31. Januar 1940 in Stuttgart-Bad Cannstatt; † 13. Januar 2021 in Fellbach) war ein deutscher Journalist, Autor und Osteuropa-Korrespondent beim Süddeutschen Rundfunk (SDR).

## Leben
Haug studierte nach dem Schulbesuch in Stuttgart die Fächer Slawistik, Geschichte und Soziologie in Berlin und Tübingen und besuchte dann das Russische Sprachseminar der Universität Leningrad.
Nach einem Volontariat 1963 bei den Stuttgarter Nachrichten arbeitete er bis 1970 beim SDR als Nachrichtenredakteur, danach als politischer Redakteur und Osteuropa-Kommentator.
Von 1981 bis 1986 war er als ARD-Hörfunkkorrespondent für das südliche Afrika zuständig und schließlich bis 1989 SDR-Nachrichtenchef in Stuttgart. Von 1990 bis 1994 berichtete er für die ARD, das Schweizer Radio, den Österreichischen Rundfunk und die Neue Zürcher Zeitung aus Moskau. Ab 1994 bis zu seiner Pensionierung 2002 war er erneut Nachrichtenchef in Stuttgart.
Russland wurde Haugs „zweite Heimat“ – ab 1964 unternahm er mehr als 80 Exkursionen in alle Gebiete der ehemaligen Sowjetunion.
Er war mit der Journalistin und Autorin Regine Haug verheiratet und lebte in Stuttgart-Untertürkheim. Am 13. Januar 2021 starb er wenige Wochen vor seinem 81. Geburtstag in Fellbach.

## Werke
- Putins Welt. Russland auf dem Weg nach Westen. Aufsatzsammlung. Nomos, Baden-Baden 2003, ISBN 978-3-8329-0426-5
- Die Kreml AG. Putin, Rußland und die Deutschen. Hohenheim-Verlag, Stuttgart/Leipzig 2007, ISBN 978-389850-153-8